# Cécil Guitart
Cécil Guitart (né Cecilio Arnau-Guitart le 15 février 1944 à Villespy et mort le 12 décembre 2010) est un essayiste, conservateur des bibliothèques, conseiller au livre et à la lecture, et associé de Jack Lang. Il fut directeur du musée des Arts d'Afrique et d'Océanie, directeur régional des Affaires culturelles du Limousin, et adjoint au maire de Grenoble, et président de Peuple et culture.

## Biographie
Il naît Cecilio Arnau-Guitart en 1944, à Villespy dans l'Aude. Ses parents sont des républicains espagnols. Il est acquiert la nationalité française à l'âge de 15 ans, prenant le nom de Cécil Guitart.
Il suit des études de lettres, d'art et d'archéologie à l'université de Toulouse, et est diplômé en 1971 bibliothécaire de l'école nationale supérieure des bibliothèques (ENSB). Son premier poste concerne la section discothèque de la bibliothèque de Massy. Il s'installe ensuite à Grenoble où il dirige la bibliothèque de Grand'Place lors de son ouverture en 1975.
Il rejoint en 1982 l'équipe de la direction régionale des affaires culturelles de Rhône-Alpes. Il est nommé en 1989 directeur régional des affaires culturelles (DRAC) du Limousin.
Il participe à la rénovation du musée des Arts d'Afrique et d'Océanie de 1992 à 1993. Il est adjoint au maire de Grenoble de 2001 à 2008. Il se consacre entièrement à l'écriture de 2008 à 2010, mais la dernière œuvre de son triptyque demeure inachevée.
Il a présidé l'association Peuple et culture de 1998 à 2001, et, c'est à son initiative qu'est créé Peuple et culture Midi-Pyrénées, fondé et présidé par Jean-Michel Amor de 1998 à 2000.
Il influence particulièrement la politique culturelle et sociale de la ville de Grenoble.
Jean-Gabriel Carasso lui rend hommage dans Libération, de même que le député-maire de Grenoble, Michel Destot, sur son blog.
Il est connu pour sa voix « chaude et musicale », et sa disponibilité.